# 石川総茂
石川 総茂（いしかわ ふさしげ）は、伊勢神戸藩の第3代藩主、常陸下館藩の初代藩主。伊勢亀山藩石川家分家3代。

## 生涯
寛文11年（1671年）、伊勢神戸藩第2代藩主・石川総良の長男として誕生した。貞享元年3月1日（1684年4月15日）、将軍・徳川綱吉拝謁し、翌貞享2年9月2日（1685年9月29日）に父の跡を受け神戸藩主となる。この時、弟の大久保忠明に3,000石を分与し、石高は1万7,000石となった。
元禄4年10月（1691年11月）に奥詰となった後、御小姓に転じ、同年12月に従五位下・近江守に叙任された。元禄15年8月（1702年9月）、松平忠充改易に伴い伊勢国長島城受取りを行い、この後奏者番から寺社奉行を兼任、享保2年9月（1717年10月）には若年寄となった。享保10年11月（1726年1月）に世子・徳川家重附きとなって西の丸御用人となり、従四位に昇任した。
神戸藩の藩政においては、総茂自身が有能篤実なこともあって善政が布かれ、領民から大いに慕われていた。若年で家督を継いで以来、総茂の神戸藩主在任は47年に及んだが、晩年の享保17年（1732年）3月1日に、3,000石加増の上で常陸下館に加増移封を命じられた。このとき神戸藩の領民の多くがこの移封に反対し、総茂に神戸にとどまるように嘆願書を差し出したほどであったと言われている。なお、下館移封に際して伊勢国内の領地を常陸国真壁郡と河内国石川郡に移された。
移封翌年の享保18年（1733年）9月16日、63歳で死去し、跡を養嗣子の総陽が継いだ。

## 系譜
父母
- 石川総良（父）
- 本多忠義の娘 ー 側室（母）

正室
- 石川昌能の娘

養子
- 石川総陽 ー 大久保忠増の七男